# Бен-Даган, Эли
Эли Бен-Даган (ивр. אלי בן-דהן‎; род. 11 февраля 1954, Касабланка, Марокко) — израильский религиозный, политический и государственный деятель, ортодоксальный раввин, депутат кнессета от партии «Еврейский дом». Бывший заместитель министра по делам религий (2013—2015) и заместитель министра обороны Израиля (2015—2019).

## Биография
Бен-Даган родился 11 февраля 1954 года в еврейской ортодоксальной семье в городе Касабланка в Марокко. Он был старшим из 5 мальчиков в семье. Когда Эли было два года, семья репатриировалась в Израиль и поселилась в Беэр-Шеве. Он учился в иешивах Натив-Меир и Мерказ ха-Рав и стал рукоположенным раввином. Служил в Армии Обороны Израиля в качестве офицера артиллерии в Артиллерийском корпусе и получил звание майора. Позднее он получил диплом преподавателя, степень бакалавра в области делового администрирования в колледже Туро и степень магистра в области государственной политики в Еврейском университете в Иерусалиме.
Перед выборами в Кнессет в 2013 году он занял четвёртое место в предвыборном списке партии «Еврейский Дом», и стал депутатом Кнессета 19-го созыва, поскольку партия получила двенадцать мест. После выборов он был назначен заместителем министра по делам религий в новом правительстве. Он был переизбран в Кнессет в 2015 году, после того как снова занял четвёртое место в списке партии. Впоследствии он был назначен заместителем министра обороны в новом правительстве.
В своем обращении к выпускникам военной академии Бен-Даган сказал: «Ваша самая важная задача — повысить духовную силу и защиту Армии Обороны Израиля».